# (300159) 2006 VW121
(300159) 2006 VW121 es un asteroide perteneciente al cinturón de asteroides descubierto el 14 de noviembre de 2006 por el equipo del Mount Lemmon Survey desde el Observatorio del Monte Lemmon, Arizona, Estados Unidos.

## Designación y nombre
Designado provisionalmente como 2006 VW121.

## Características orbitales
2006 VW121 está situado a una distancia media del Sol de 3,004 ua, pudiendo alejarse hasta 3,267 ua y acercarse hasta 2,741 ua. Su excentricidad es 0,087 y la inclinación orbital 10,53 grados. Emplea 1902,26 días en completar una órbita alrededor del Sol.

## Características físicas
La magnitud absoluta de 2006 VW121 es 16. 